# Wylia iberica
Wylia iberica är en flockblommig växtart som beskrevs av Franz Georg Hoffmann. Wylia iberica ingår i släktet Wylia och familjen flockblommiga växter. Inga underarter finns listade i Catalogue of Life.